# Костољани под Трибечом
Костољани под Трибечом (слч. Kostoľany pod Tribečom) насељено је мјесто са административним статусом сеоске општине (слч. obec) у округу Злате Моравце, у Њитранском крају, Словачка Република.

## Становништво
| Година:    | 1994. | 2004.    | 2014. | 2024.   |
| ---------- | ----- | -------- | ----- | ------- |
| Број људи: | 412   | 349      | 349   | 335     |
| Разлика:   |       | -15,29 % | +0 %  | -4,01 % |

| Година:    | 2023. | 2024.   |
| ---------- | ----- | ------- |
| Број људи: | 331   | 335     |
| Разлика:   |       | +1,20 % |

Према подацима о броју становника из 2011. године насеље је имало 373 становника.